# Karabin Beretta AR70
Beretta AR70 – włoski karabin szturmowy.

## Historia
W 1968 roku w biurze konstrukcyjnym firmy Beretta rozpoczęto prace nad karabinem automatycznym kalibru 5,56 mm. Projektantami kierował Vittorio Valle. Nowy karabin miał zastąpić używane przez włoska armię karabiny Beretta BM59 kalibru 7,62 mm NATO.
Pierwszym etapem prac była analiza rozwiązań konstrukcyjnych istniejących karabinów kalibru 5,56 mm, ze szczególnym, uwzględnieniem karabinów M16, Stoner 63 i FN CAL. W wyniku analiz za optymalną uznano broń działającą na zasadzie odprowadzania gazów prochowych, z zamkiem ryglowanym przez obrót.
Produkcję nowego karabinu uruchomiono na początku lat 70. Jego charakterystyczną cechą był otwór gazowy położony blisko wylotu lufy co wymusiło zastosowanie długiego tłoka gazowego. Długi tłok zwiększył masę broni, ale jednocześnie spowodował zbliżenie środka ciężkości karabinu do osi lufy co poprawiło celność.
Nowa broń produkowana była w trzech wersjach:
- AR70 – karabinu z kolbą stałą.
- SC70 – karabinu z kolbą składaną na bok broni.
- SCS70 – karabinka z kolbą składaną.

Pomimo pierwotnych zamierzeń Beretta AR70 została wprowadzona do uzbrojenia armii włoskiej tylko w ograniczonym zakresie. W nowe karabiny uzbrojono część oddziałów specjalnych oraz Vigilanza Aeronautica Militare (oddziały ochraniające lotniska wojskowe). Beretta AR70 była eksportowana do Jordanii i Malezji. Opracowano także wersję samopowtarzalną tego karabinu (Beretta AR70 Sport) sprzedawaną na rynku cywilnym.
Na początku lat 90. rozpoczęto produkcję głęboko zmodyfikowanej wersji karabinu AR70 oznaczonej jako Beretta AR70/90.

## Opis
Beretta AR70 jest bronią samoczynno-samopowtarzalną. Zasada działania oparta na odprowadzaniu części gazów prochowych przez boczny otwór lufy. AR70 strzela z zamka zamkniętego. Zamek ryglowany przez obrót dwoma ryglami. Mechanizm uderzeniowy kurkowy, mechanizm spustowy z przełącznikiem rodzaju ognia. Dźwignia przełącznika rodzaju ognia pełni jednocześnie rolę bezpiecznika.
AR70 jest bronią zasilaną z magazynków 30-nabojowych.
Lufa gwintowana, posiada cztery bruzdy prawoskrętne o skoku 304 mm, zakończona tłumikiem płomienia.
AR70 wyposażony jest w łoże i chwyt pistoletowy. Kolba stała. Przyrządy celownicze mechaniczne.